# Фа мажор
Фа мажор (F-dur) — мажорная тональность с тоникой фа. Имеет один бемоль при ключе — си.

## Некоторые произведения академической музыки в этой тональности
- Алькан — Этюд op. 35 № 5, «Allegro barbaro»;
- Бетховен — Симфонии № 6 и № 8, Соната для фортепиано № 6, Соната для фортепиано № 22, Струнный квартет № 1, Струнный квартет № 16;
- Брамс — Симфония № 3, Соната для виолончели № 2;
- Вивальди — «Осень» из цикла «Времена года»;
- Гендель — Ombra mai fu;
- Гершвин — Концерт для фортепиано с оркестром;
- Дунаевский — Молодёжная из кинофильма «Волга-Волга»;
- Львов — Гимн России «Боже, Царя храни!»;
- Моцарт — Симфония № 6, Музыкальное скерцо, K522; Концерты для фортепиано с оркестром № 7, № 11 и № 19;
- Мясковский — Симфония № 16;

- Сен-Санс — Концерт для фортепиано с оркестром № 5, «Египетский»;
- Хренников — Концерт для фортепиано с оркестром № 1;
- Чайковский — Струнный квартет № 2;
- Шопен — Баллада № 2 ор. 38, Этюд № 3 ор. 25, Этюд № 8 op. 10, Ноктюрн № 1 Op. 15, Большой Блестящий Вальс № 3 Op. 34;
- Шостакович — Концерт для фортепиано с оркестром № 2.

|     |     |     |    |    |   |   |   |   |   |     |     |     |     |     |
| Ces | Ges | Des | As | Es | B | F | C | G | D | A   | E   | H   | Fis | Cis |
| as  | es  | b   | f  | c  | g | d | a | e | h | fis | cis | gis | dis | ais |